# 3663 Tisserand
A 3663 Tisserand (ideiglenes jelöléssel 1985 GK1) a Naprendszer kisbolygóövében található aszteroida. Edward L. G. Bowell fedezte fel 1985. április 15-én.